# Matayba longipes
Matayba longipes är en kinesträdsväxtart som beskrevs av Ludwig Radlkofer. Matayba longipes ingår i släktet Matayba och familjen kinesträdsväxter. Inga underarter finns listade i Catalogue of Life.